# Джафаров, Руслан Заур оглы
Руслан Заур оглы Джафаров (азерб. Cəfərov Ruslan Zaur oğlu; 26 января 1993, Баку, Азербайджан) — азербайджанский футболист. Выступал на позиции защитника.

## Биография

### Чемпионат
Руслан Джафаров является воспитанником бакинского клуба «Интер», выступающего в Премьер-лиге чемпионата Азербайджана. С 2012 года выступал как за дублирующий, так и за основной состав «банкиров».
В 2014—2016 годах играл за «Хазар-Ленкорань», провёл 23 матча в премьер-лиге. Летом 2015 года отлучался в клуб «Зиря», но в состав не пробился и ни одного матча не провёл. С 2016 года играет в первой лиге за «Сабаил», в его составе в сезоне 2016/17 стал серебряным призёром первой лиги.

## Лига Европы УЕФА
Руслан Джафаров был в заявке ФК «Интер» Баку для участия в Лиге Европы УЕФА сезона 2013/2014 годов.

## Достижения
- 2013 — бронзовый призёр Премьер-лиги Азербайджана.